# バラゲー
バラゲー（Balaguer）は、スペイン・カタルーニャ州リェイダ県のムニシピ（基礎自治体）。セグラ川谷に位置する。

## 歴史

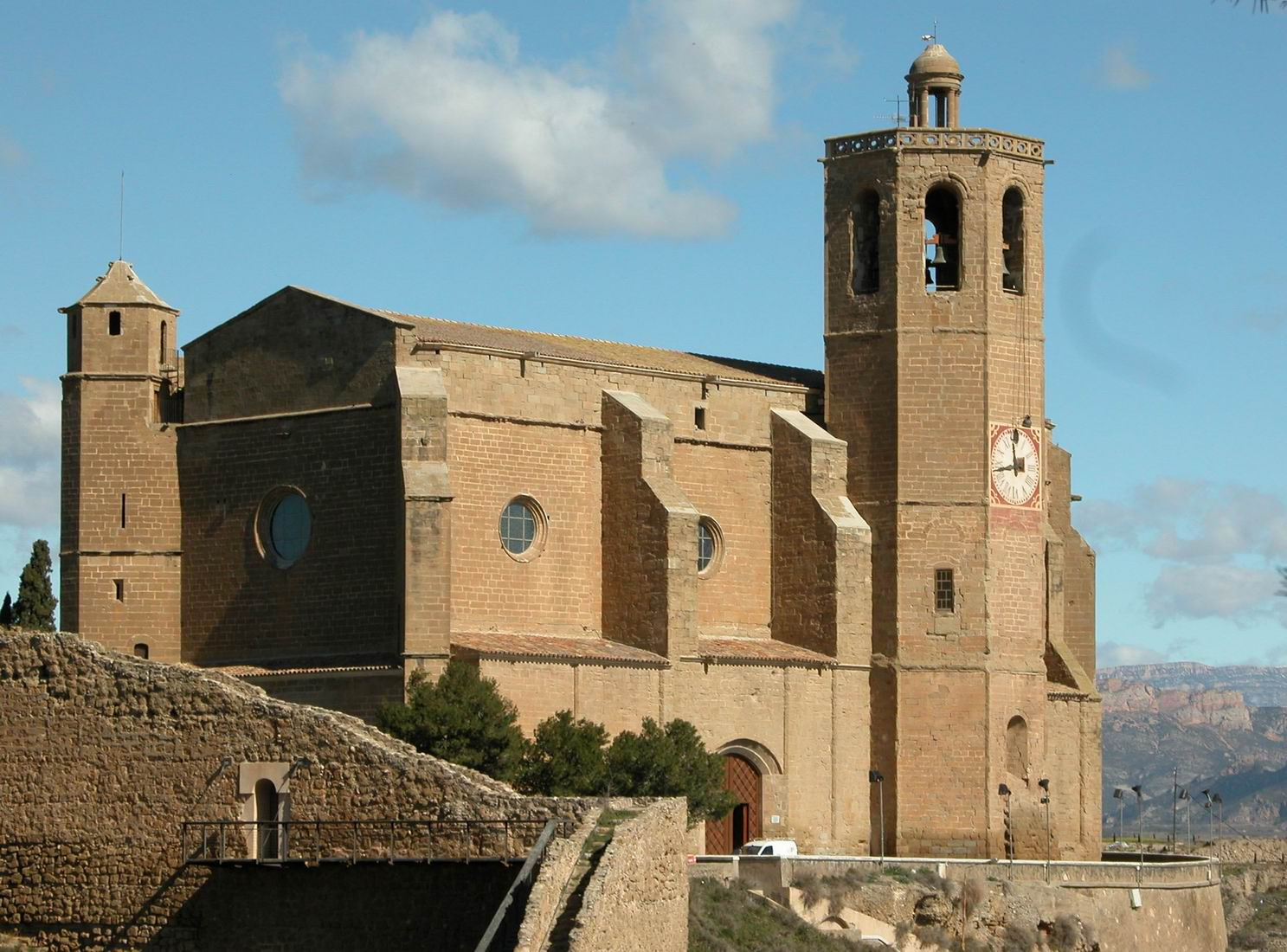
16世紀ゴシック様式のサンタ・マリア・デ・バラゲー教会

バラゲーにはイベリア人かローマ人の定住地があった可能性が高い。ローマ遺跡は、4世紀か5世紀のものとされる要塞跡が一部残っている。しかし初めてバラゲーの存在が知られるのは9世紀である。864年の文書においてある修道士が、「サラゴサ＝フランス間を行く数名のアルビの修道士たちが、ベルガへ向かう途上ベラギウム(Belagium)にて宿を取った」と記した。バラゲーはセグラ川に架かる橋を守る防衛の箇所であり、駐屯地へ物品を供給するための定住地が周辺で成長していったとされる。
アフマド・イブン・アブーによれば、バラゲーはバヌ＝カシー家（8世紀から10世紀にかけ、エブロ川中流域に領地を持っていたムラディの一族）の領主時代の862年にスダ地区が築かれ、877年には要塞が築かれたとする。チュニジアのモスクにいたムスリムの別の手紙によれば、バラゲーの名は1003年に起きたアルベサの戦いの間にBalagéと名づけられたとする。
都市はウルジェイ伯の騎士Arnal Mir de Tostの度重なる攻撃に抵抗したが、最終的にウルジェイ伯エルメンゴル5世の命令を受けたゲラウ2世・デ・カブレラによって征服された。1105年にウルジェイ伯領に組み込まれた。1111年、バラゲーはウルジェイ司教座の領地となった。
リェイダに暮らすムスリムへの攻撃が成功したことで、一帯への再植民が進んだ。1413年、カスペの妥協の結果を不服としてウルジェイ伯が反乱を起こすと、アラゴン王フェルナンドはバラゲーを包囲し陥落させ、王領とした。収穫人戦争中の1642年、フランス軍に占領された。2年後、カスティーリャ軍によって解放されたが、後にアラゴンから侵入したフランス軍に幾度か侵略を受けた。スペイン継承戦争ではオーストリア大公カール側についた。セグラ川に面したバラゲーは、ナポレオン・ボナパルトの征服戦争、カルリスタ戦争、スペイン内戦においても戦場となった。

## 人口
| バラゲーの人口推移 1900－2010                           |
|                                                         |
| 出典:INE（スペイン国立統計局）1900年 - 1991年、1996年 - |

## 交通
- 道路 - C-13
- 鉄道 - カタルーニャ公営鉄道リェイダ＝ラ・ポブラ・デ・セグル線、バラゲー駅